# Jonathan López (cầu thủ bóng đá Guatemala)
Jonathan López (sinh ngày 10 tháng 5 năm 1988) là một tiền vệ bóng đá người Guatemala.
Anh là một phần của Đội tuyển bóng đá quốc gia Guatemala tham dự Cúp Vàng CONCACAF 2011, và thi đấu 4 trận.